# Wilfried Lorenz (Mediziner)

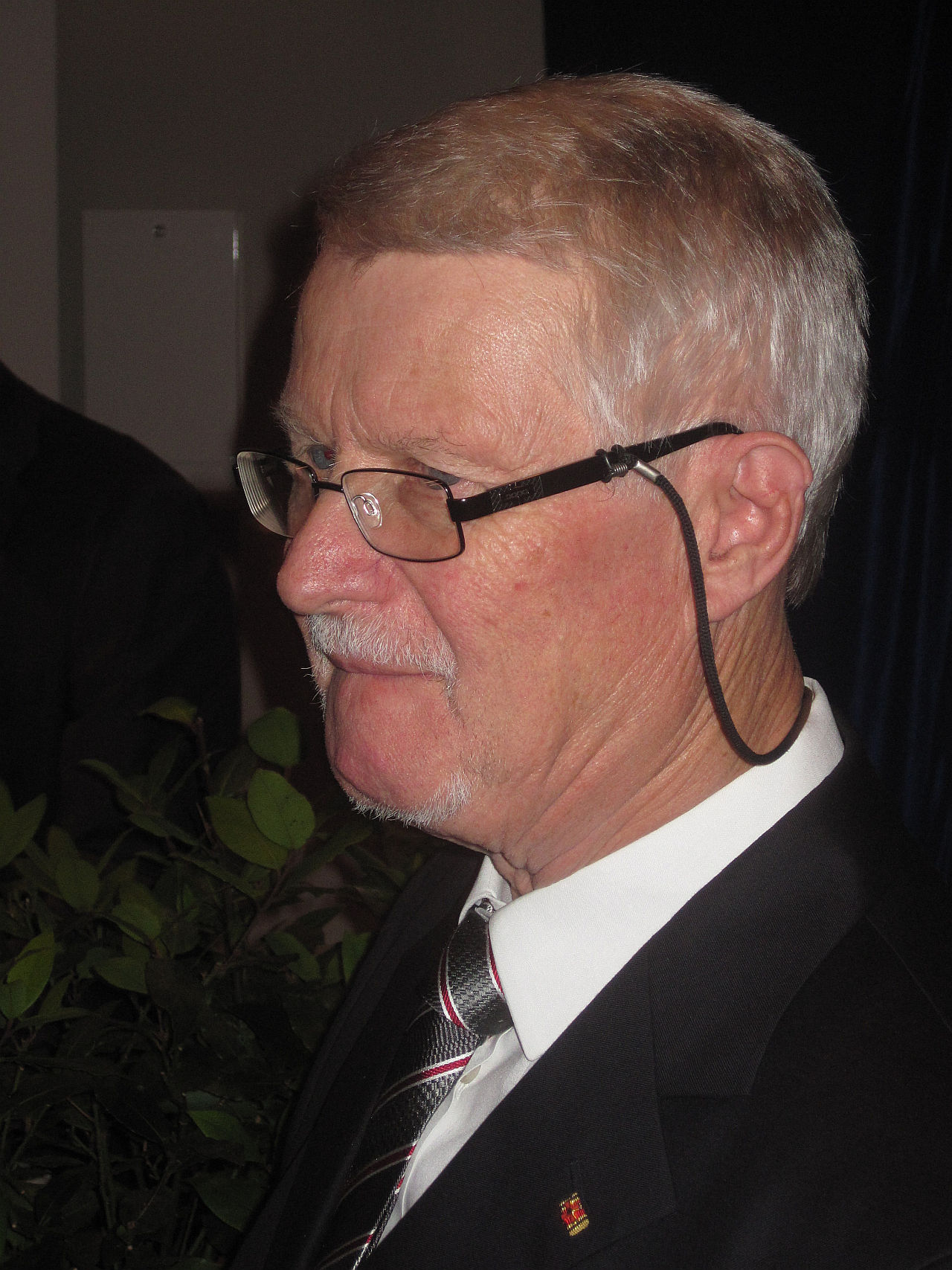
Wilfried Lorenz (2010)

Wilfried Lorenz (* 28. Mai 1939 in Eschenbach; † 24. Oktober 2014 in Sulzbach-Rosenberg) war ein deutscher Mediziner.

## Leben
Lorenz studierte Medizin an den Universitäten Würzburg, Tübingen und München und promovierte 1965 in München. 1969 wurde er in München für klinische Chemie habilitiert. 1970 ernannte ihn die Universität Marburg zum Professor und Leiter der Abteilung für experimentelle Chirurgie und pathologische Biochemie an der Chirurgischen Klinik des Universitätsklinikums. Zuletzt war er ab 1998 Direktor des Instituts für theoretische Chirurgie der Universität Marburg. Von 1999 bis 2004 war Wilfried Lorenz Vorsitzender der "Ständigen Kommission Leitlinien" der AWMF. Nach seiner Emeritierung 2004 zog Lorenz aus familiären Gründen nach Regensburg, wo er als Berater am Tumorzentrum tätig war.
Insgesamt hat er über 1000 wissenschaftliche Arbeiten veröffentlicht.
2005 erhielt Lorenz das Große Verdienstkreuz des Verdienstordens der Bundesrepublik Deutschland. Im November 2010 wurde er mit der Euricius-Cordus-Medaille der Marburger Universitätsmedizin für sein Lebenswerk ausgezeichnet.
Lorenz ist Namensgeber des Wilfried-Lorenz-Versorgungsforschungspreises des Deutschen Netzwerks Versorgungsforschung e.V. (DNVF), der jährlich ausgeschrieben werden soll und 2015 erstmals vergeben wurde.
Er war verheiratet und hatte Kinder.

## Schriften (Auswahl)
- Histamin und Histidindecarboxylase im Zentralnervensystem und oberen Verdauungstrakt. München 1965 (Dissertation, Universität München, 30. Juli 1965)[8]